# Cissy Houston
Cissy Houston (nascida Emily Drinkard; Newark, 30 de setembro de 1933 – Newark, 7 de outubro de 2024) foi uma cantora de sessão norte-americana dos gêneros musicais soul e música gospel. É mãe da cantora Whitney Houston e tia materna das cantoras Dee Dee Warwick e Dionne Warwick. A cantora, conhecida por sua carreira na soul music,e amiga de Aretha Franklin, teve uma relevante contribuição para a música do Estados Unidos e para a música mundial por ser umas das percussoras do soul que influenciou nomes no Brasil como Fat Family, e outros nomes no mundo inteiro, como Beyoncé.

## Biografia

### Início de vida
Nascida Emily Drinkard em Newark, Nova Jersey, filha de Nitcholas e Delia Mae Drinkard (née McCaskill), ela foi a oitava e última criança; os irmãos mais velhos são  William (1918–2003), Hansom (falecido em 1924), Nicky (1929–1992) e Larry (1931–2012), Lee (1920–2005), mãe de Dionne Warwick e Dee Dee Warwick, Marie (1922–2007) e Anne (1927–2003). O pai de Houston, Nitcholas Drinkard, era filho de Susan Bell (chamada Delia) Drinkard (née Fuller), de ascendência holandesa e afro-americana. Seu pai, John Drinkard, Jr., era descendente de americanos nativos. Os Drinkards possuíam uma quantidade substancial de terras agrícolas em Blakely, na Geórgia, numa época em que era incomum os negros possuírem grandes propriedades rurais. O ativo foi se esgotando gradualmente à medida que vendiam pequenas porções de terra ao longo do tempo, para resolver os problemas legais contínuos de um parente próximo. 
Após o nascimento dos três irmãos mais velhos de Houston, a família se mudou para Nova Jersey durante a Segunda Grande Migração. Seus pais enfatizaram que as crinças fossem educadas e envolvidas na igreja, e seu pai incentivou Houston e seus irmãos a cantar. Em 1938, Delia, mãe de Cissy, de cinco anos, sofreu um derrame e morreu de hemorragia cerebral três anos depois. O pai de Houston morreu de câncer no estômago em 1951, quando Houston tinha 18 anos. Cissy foi morar com sua irmã mais velha Lee e seu marido Mancel Warrick. Os Warricks tiveram três filhos: um filho, Mancel Warrick Jr. e duas filhas, Marie Dionne, também conhecida como Dionne Warwick e Delia Mae, também conhecida como Dee Dee Warwick. A renomada soprano Leontyne Price é prima de Drinkard. 
Houston foi cristã e disse que "encontrou Cristo" aos 14 anos. 

## Carreira

### Os cantores de Drinkard
A carreira musical de Houston começou em 1938, quando ela se juntou à irmã Anne e aos irmãos Larry e Nicky no grupo de cantores gospel Drinkard Four. Lee (que mais tarde se tornaria mãe dos cantores Dee Dee e Dionne Warwick), mais tarde se juntou ao grupo junto com Ann Moss e Marie Epps, e o grupo foi renomeado para The Drinkard Singers. Houston e os Drinkard Singers se apresentaram regularmente na New Hope Baptist Church e depois gravaram um álbum ao vivo da RCA chamado A Joyful Noise.

### 1963–69: Sweet Inspirations
Em 1963, prestes a dar à luz a filha Whitney Houston, ela formou as Sweet Inspirations com Doris Troy e a sobrinha Dee Dee Warwick. Mais tarde, sob contrato com a Atlantic Records, Sylvia Shemwell, Estelle Brown e Myrna Smith formam a formação. Em meados da década de 1960, o Sweet Inspirations forneceu vocais de apoio para uma variedade de artistas, incluindo Otis Redding, Wilson Pickett, Lou Rawls, The Drifters, Dusty Springfield e a sobrinha de Houston Dionne Warwick. Eles apareceram no single de Van Morrison Menina de olhos castanhos. 
Em 1969, eles foram contratados para cantar os vocais de apoio do cantor americano Elvis Presley em Las Vegas em seu retorno às apresentações ao vivo durante julho e agosto de 1969. Presley costumava apresentá-los em shows dizendo: "Eles realmente fazem jus ao nome de senhoras e cavalheiros, As doces inspirações! " Muitas dessas performances podem ser ouvidas nos discos ao vivo All Shook Up e Live In Las Vegas. apresentar com Elvis Presley foi o último show de Houston com The Sweet Inspirations. Como seus filhos estavam crescendo, ela decidiu parar de fazer turnês e se concentrar em sua carreira como artista. 

### 1963–presente: Carreira solo
Como Cecily Blair, ela gravou seu primeiro disco solo secular "This Is My Vow" na M'n'M Records em 1963, depois em 1966 com "Bring Him Back", com "World Of Broken Hearts" no Congresso. Seu último single solo antes de gravar com The Sweet Inspirations foi "Don't Come Running To Me", com "One Broken Heart For Sale", lançado pela Kapp Records em 1967. Nesses primeiros singles, seu nome é escrito como Sissie Houston. Em 1969, Houston assinou um contrato de gravação com a Commonwealth United Records e gravou seu primeiro LP solo Presenting Cissy Houston, lançado em 1970. Continha vários singles bem recebidos, incluindo covers de "I'm Be There"", os quais fizeram os gráficos de R&B. 
Após o lançamento de seu álbum de estréia, o contrato de Houston foi vendido para a Janus Records em 1970. Ela gravou outro álbum e vários outros singles no início da década de 1970, incluindo a gravação original de "Midnight Train to Georgia", de Jim Weatherly. em 1972, mais tarde um sucesso número um para Gladys Knight & The Pips. Ela continuou a gravar com a Janus Records até 1975. 
Em 1977, Houston foi contratado pela Private Stock Records, trabalhando com o arranjador / produtor Michael Zager em três álbuns. A segunda incluiu seu grande hit disco "Think It Over", que subiu para a 32ª posição na lista de R&B da Billboard em 1979. Ela representou os EUA no World Popular Song Festival em 1979 com uma faixa chamada "You're the Fire", alcançando o segundo lugar e ganhando o "Prêmio de Melhor Desempenho". Isso também apareceu em seu álbum de 1980 com sabor de disco, Step Aside for a Lady, novamente produzido por Zager, mas lançado pela Columbia Records (na EMI no Reino Unido).

### Carreira como cantora de sessão
O versátil estilo de cantar entre gêneros de Houston a manteve em alta demanda como cantora de sessão com alguns dos artistas de gravação mais bem-sucedidos do mundo. Houston, junto com Dionne Warwick e Dee Dee Warwick, cantou os vocais de fundo na gravação original de Time Is On My Side de Kai Winding, lançada pela Verve Records em outubro de 1963. Ela foi uma das cantoras de apoio da música de Paul Simon "Reunião de mãe e filho" (1972).
Houston cantou back-up on Bette Midler 1972 álbum de estréia, The Divine Miss M. Em 1974, Houston cantou em back-up no multi-disco Heart Like A Wheel de Linda Ronstadt, um álbum seminal que liderou o ranking de álbuns pop e country da Billboard no início de 1975. Em 1971, Houston foi apresentado em três faixas de Burt Bacharach O álbum solo auto-intitulado de "Mexican Divorce", "All Kinds of People" e "One Less Bell to Answer". Durante 1975 e 1976, trabalhou com o flautista de jazz Herbie Mann em três álbuns do Atlântico, Discothèque, Waterbed e Surprises, apresentando em três faixas "" Cajun Moon " de JJ Cale e "Easter Rising". Além de seu trabalho como diretora de coral na New Hope Baptist Church em Newark, NJ, Cissy se apresentou com freqüência em clubes de Nova York, incluindo Mikell's, Sweetwaters, Seventh Avenue South e Fat Tuesday do final da década de 1970 até a década de 1980. Whitney Houston, sua filha e cantora de apoio, cantava cada vez mais solos com a banda de Cissy, incluindo o sucesso de Barbra Streisand "Evergreen". Eles colaborariam em "Ain't No Way" (originalmente um veículo de Cissy Houston e Aretha Franklin), no qual Cissy cantou "Cissy" e Whitney "Aretha".

### Solista e duetos evangélicos
Em 1996, Houston recebeu o Grammy de Melhor Álbum Soul Gospel Tradicional por Face to Face. No mesmo ano, ela contribuiu com uma música para o álbum da trilha sonora gospel do filme The Preacherer's Wife, estrelado por sua filha Whitney Houston. Em 1998, ela ganhou seu segundo Grammy por seu álbum He Leadeth Me. Ela também continuou a gravar material secular pouco frequente e, em 1987, Houston e sua filha Whitney gravaram um dueto intitulado "I Know Him So Well", uma capa do original de Barbara Dickson e Elaine Paige do show da Broadway Chess. Essa música também se tornou um single no início de 1989 como o sexto e último lançamento (em países europeus selecionados) do álbum de Whitney Whitney: Em 1992, ela se uniu a Chuck Jackson para um álbum de gravações solo e de dueto intitulado Eu vou cuidar de você.
Em 2006, ela gravou a música "Family First" com a sobrinha Dionne Warwick e a filha Whitney Houston para a trilha sonora do filme Daddy's Little Girls. Em 2010, Cissy participou do terceiro BET Honors anual com sua filha Whitney, que recebeu o prêmio de entretenimento. Em 2012, Cissy tocou " Bridge over Troubled Water " em homenagem a sua filha no BET Music Awards.

### Coro Inspirador da Juventude da Igreja Batista New Hope
Por mais de cinquenta anos, Houston lidera o Coral Inspirado para Jovens, com 200 membros, na Igreja Batista New Hope (Newark). Ela é uma força motriz por trás e atua anualmente no McDonald's Gospelfest.

## Vida pessoal

### Família
Em 1954, Houston casou-se com Freddie Garland e teve um filho, Gary Garland, jogador de basquete da NBA e Hall da Fama da Universidade DePaul. As Garlands se divorciaram dois anos depois. Em 1959, ela se casou com John Russell Houston, Jr., administrador de Newark City e executivo de entretenimento. O casal teve um filho, Michael Houston, que se tornou compositor, e uma filha, Whitney Houston, que se tornou uma cantora de Soul / R&B / pop de renome mundial. O segundo casamento de Houston também terminou em divórcio. Aretha Franklin era uma tia honorária da filha de Houston, Whitney Houston. 

No final dos anos 80, a filha de Houston, Whitney começou a lutar com o vício em drogas. Houston realizou várias intervenções para levar a filha a programas de reabilitação e recuperação. Em uma ocasião, obteve uma ordem judicial e a assistência de dois xerifes para intervir, convencendo a filha a fazer tratamento nos Serviços Terapêuticos e Residenciais Hope For Women, em Atlanta, Geórgia. Em seu livro de 2013, Remembering Whitney: Minha história de amor, perda e a noite em que a música parou, Cissy Houston descreveu a cena que encontrou na casa da filha em 2005 da seguinte maneira: "Alguém pintou as paredes e a porta com grandes olhos brilhantes e rostos estranhos. Olhos maus, olhando como uma ameaça... Em outra sala lá era uma grande foto emoldurada de [Whitney Houston] - mas alguém cortou a cabeça dela. Foi mais do que perturbador, ver o rosto da minha filha cortado dessa maneira". Essa visita levou Cissy a voltar com a polícia e realizar uma intervenção. Sua filha passou por programas de recuperação, recaída e reabilitação. Em 11 de fevereiro de 2012, Whitney Houston morreu no Beverly Hilton Hotel em Los Angeles. Após a morte da filha, em uma entrevista à emissora de TV WWOR de Nova Jersey, Houston expressou seu desagrado pela cobertura da mídia sobre eventos relacionados: "A mídia é horrível. As pessoas vieram daqui e de lá, e não sabem do que eles estão falando", disse ela. "Pessoas que eu não vejo há 20 anos... Aqui elas vêm, [elas] acham que sabem tudo, mas isso não é verdade. Mas Deus tem o jeito dele de cuidar de tudo isso, e estou feliz por saber disso. Eles realmente picaram nela, picaram nela... mantidos, mantidos, mantidos". 

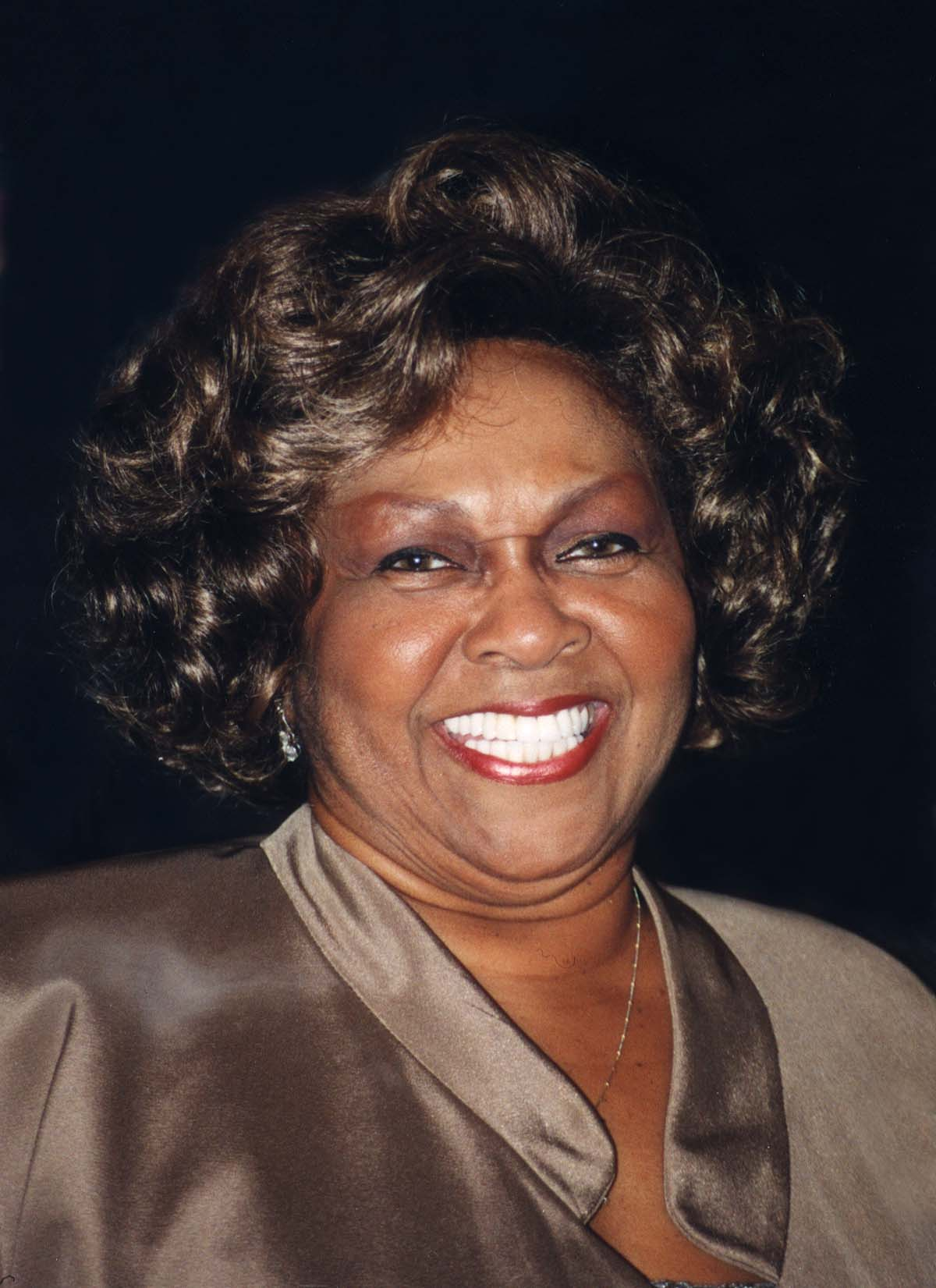
Cissy Houston em 1996.

Houston tem seis netos (incluindo Bobbi Kristina Brown) e nove bisnetos. 

### Morte
Houston morreu em 7 de outubro de 2024, aos 91 anos, em Newark.

## Discografia

### Álbum
- 1970: Presenting Cissy Houston (Major Minor)
- 1976: Surprises (Atlantic, com Herbie Mann)
- 1977: Cissy Houston (Private Stock)
- 1978: Think It Over (Private Stock)
- 1979: Warning Danger (Columbia)
- 1980: Step Aside for a Lady (Columbia)
- 1992: I'll Take Good Care of You (Shanachie, com Chuck Jackson)
- 1996: Face to Face (House of Blues)
- 1997: He Leadeth Me (House of Blues)

### Compilações
- 1995: Midnight Train to Georgia: The Janus Years (Ichiban)